# کد الکتریکی
کد الکتریکی (انگلیسی: Electrical code) مجموعه‌ای از مقررات برای طراحی و نصب سیم‌کشی الکتریکی در ساختمان است.